# テトロン酸
テトロン酸 (Tetronic acid) はγ-ラクトン構造を持つ化学物質である。ケト-エノール互変異性体を持つ。
アスコルビン酸（ビタミンC）、ペニシリン酸、プルビン酸、アビソマイシン等、テトロン酸骨格（β-ケト-γ-ブチロラクトン）を持つ天然物が多数存在する。
有機合成においては、他の置換・縮環フランやブテノライドの前駆体として用いられる。また、スピロジクロフェンやスピロメシフェン等の殺虫剤はテトロン酸骨格を有し、テトロン酸系殺虫剤と総称される。

## 参照
- 5-ヒドロキシ-2(5H)-フラノン（英語版）